# Chính sách thị thực của Bolivia
Công dân (sở hữu hộ chiếu phổ thông) của một số quốc gia và vùng lãnh thổ cụ thể có thể đến Bolivia với mục đích du lịch và công tác mà không cần thị thực.
Có 3 nhóm quốc gia, quốc gia mà công dân không cần xin thị thực (Nhóm 1), quốc gia mà công dân phải xin thị thực miễn phí trước khi đến, hoặc xin thị thực tại cửa khẩu mà mất phí (Nhóm 2), và các quốc gia mà phải xin thị thực từ trước với sự cho phép đặc biệt (Nhóm 3).

## Bản đồ chính sách thị thực

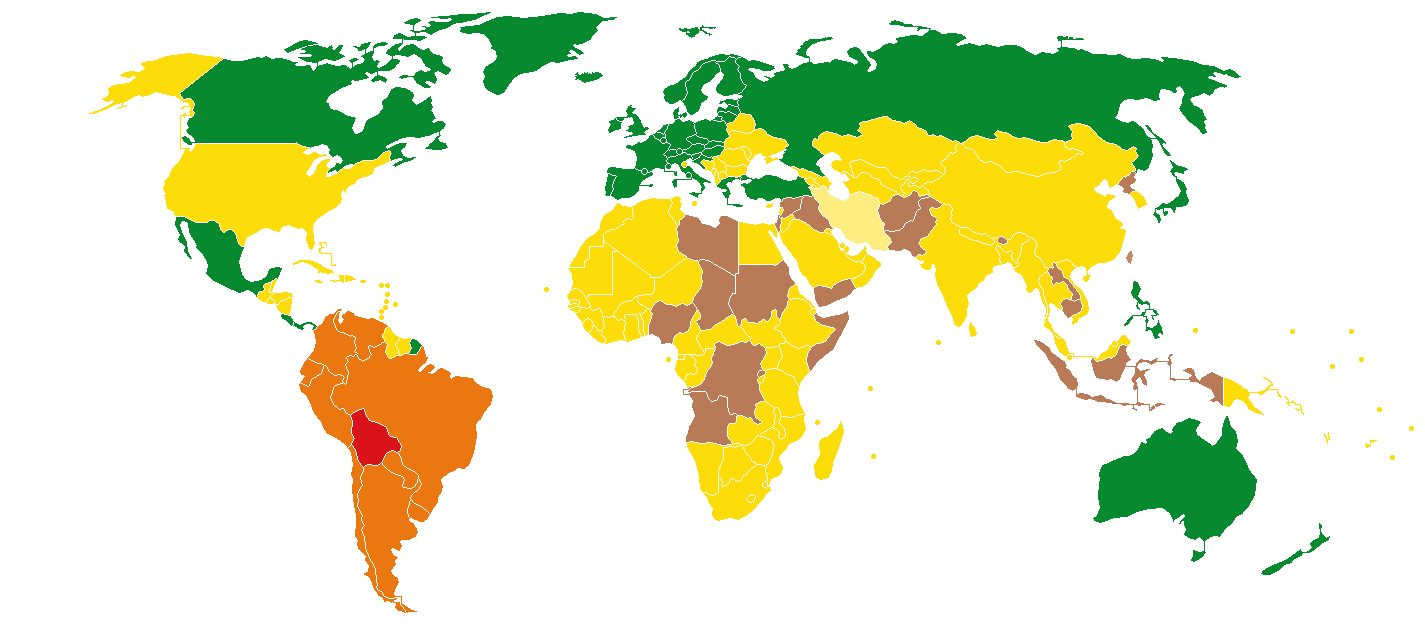
CHính sách thị thực Bolivia
Bolivia
Miễn thị thực (hộ chiếu và thẻ căn cước)
Miễn thị thực (hộ chiếu)
Phải xin thị thực miễn phí từ trước, hoặc tại cửa khẩu mà mất phí (các quy tắc đặc biệt với Mỹ, Trung Quốc và Iran)
Cần sự cho phép đặc biệt trước khi thị thực được cấp

## Miễn thị thực
Công dân của 51 quốc gia và vùng lãnh thổ sau có thể đến Bolivia mà không cần thị thực lên đến 90 ngày mỗi năm (thời gian ở lại cho phép lúc đầu là 30 ngày, sau đó có thể được gia hạn miễn phí):
| - Tất cả công dân Liên minh Châu Âu1 2 \| - Andorra - ArgentinaID - Úc - BrasilID - Canada - ChileID - ColombiaID - Costa Rica - EcuadorID - Iceland - Liechtenstein - Mexico - Monaco - Na Uy \| - New Zealand - Nga3 - Nhật Bản - Palestine - Panama - ParaguayID - PeruID - Philippines - Thành Vatican - Thổ Nhĩ Kỳ - Thụy Sĩ - UruguayID - VenezuelaID \| \| | |  |
| - Andorra - ArgentinaID - Úc - BrasilID - Canada - ChileID - ColombiaID - Costa Rica - EcuadorID - Iceland - Liechtenstein - Mexico - Monaco - Na Uy | - New Zealand - Nga3 - Nhật Bản - Palestine - Panama - ParaguayID - PeruID - Philippines - Thành Vatican - Thổ Nhĩ Kỳ - Thụy Sĩ - UruguayID - VenezuelaID |  |

1 - Trừ công dân  Bulgaria,  Síp,  Malta và  Romania phải xin thị thực tại cửa khẩu.

2 - bao gồm tất cả các loại quốc tịch Anh.

3 - 90 ngày trong mỗi chu kỳ 180 ngày

ID - cũng có thể đến với thẻ căn cước.
Người sở hữu hộ chiếu ngoại giao và công vụ của bất cứ quốc gia nào trừ Israel không cần thị thực. Miễn thị thực cũng được áp dụng với người sở hữu hộ chiếu Trung Quốc mục đích công cộng.

## Quốc gia Nhóm 2
Công dân của các quốc gia trong Nhóm 2 phải xin thị thực trước khi đến, có thể xin tại bất cứ phái vụ ngoại giao Bolivia nào miễn phí, hoặc tại cửa khẩu.
Công dân của  Hoa Kỳ phải có chứng nhật đặt khách sạn hoặc thư mời cùng với chứng minh tài chính US$160 tiền mặt để xin thị thực tại cửa khẩu. Phí US$160 cũng áp dụng kể cả với thị thực xin từ trước tại đại sứ quán hoặc lãnh sự quán Bolivia. Thị thực được cấp cho người sở hữu hộ chiếu Mỹ có hiệu lực mười năm và cho phép nhập cảnh nhiều lần.
Công dân của  Iran có thể xin thị thực tại cửa khẩu lên đến 30 ngày chỉ tại sân bay Cochabamba, La Paz và Santa Cruz. Phí US$30 cũng áp dụng kể cả với thị thực xin từ trước tại đại sứ quán hoặc lãnh sự quán Bolivia.
Công dân  Trung Quốc (bao gồm  Macao và  Hồng Kông) có thể xin thị thực tại cửa khẩu có hiệu lực 90 ngày. Phí là US$30 cũng áp dụng khi thị thực được xin từ trước. Trung Quốc được nâng lên Nhóm 2 từ ngày 17 tháng 8 năm 2014. Công dân Trung Quốc có thể xin thị thực tại cửa khẩu hoặc điểm kiểm tra như đã được chỉ ra bởi đjai sứ quán tại Bắc Kinh vào ngày 27 tháng 12 năm 2017.
Công dân  Đài Loan có thể xin thị thực tại cửa khẩu có hiệu lực 90 ngày. Phí là US$30 cũng áp dụng khi thị thực được xin từ trước.

## Quốc gia Nhóm 3
Công dân của các quốc gia sau phải xin phê chuẩn từ đại sứ quán hoặc lãnh sự quán Balovia:
| - Afghanistan - Angola - Bhutan - Campuchia - Chad - Cộng hòa Dân chủ Congo - Indonesia - Iraq - Israel - Lào | - Libya - Nigeria - Triều Tiên - Pakistan - Rwanda - Somalia - Sudan - Syria - Đông Timor - Yemen |  |

## Thống kê du khách
Hầu hết du khách đến Bolivia đều đến từ một trong những quốc gia sau:
| Quốc gia    | 2016      | 2015      | 2014      |
| ----------- | --------- | --------- | --------- |
| Argentina   | 293.458   | 238.141   | 242.075   |
| Peru        | 271.046   | 293.466   | 314.119   |
| Chile       | 104.463   | 102.624   | 116.664   |
| Brasil      | 86.487    | 96.205    | 101.890   |
| Hoa Kỳ      | 58.403    | 59.129    | 59.871    |
| Tây Ban Nha | 37.626    | 34.066    | 33.967    |
| Pháp        | 33.990    | 32.620    | 33.403    |
| Đức         | 30.238    | 34.159    | 30.182    |
| Colombia    | 29.575    | 24.314    | 25.560    |
| Paraguay    | 19.743    | 17.585    | 18.196    |
| Tổng        | 1.177.455 | 1.131.441 | 1.180.450 |